# ブルーノ・ガッブリエッリ
ブルーノ・ガッブリエッリは、イタリアの都市計画家、都市研究者。ジェノヴァ大学教授。G・アステンゴとともにイタリアの都市計画に取り組むほか、ヴェネツィア建築大学大学院の設立に寄与し、1985年からはANCSA議長も務めた。
1932年、ジェノヴァ市生まれ。

## 主な業績
- ピアチェンツァ市都市基本計画（PRG）　1988-1990
- ラヴァーニヤ市都市基本計画（PRG）1988-1990
- ペスカーラ市都市基本計画（PRG）1989-1993
- ピサ市都市基本計画（PRG）1992-1994
- フィテンツァ市都市基本計画（PRG）1992-1995
- パテルノ市都市基本計画（PRG）1994-1995
- メンフィ市都市基本計画（PRG）1994-1995
- パルマ市都市基本計画　（PRG）1998-